# Катастрофа Avro RJ100 в Диярбакыре
Катастрофа Avro RJ100 в Диярбакыре — крупная авиационная катастрофа, произошедшая вечером в среду 8 января 2003 года. Авиалайнер Avro RJ100 авиакомпании Turkish Airlines совершал внутренний рейс TK 634 по маршруту Стамбул—Диярбакыр, но при посадке в аэропорту Диярбакыра в условиях тумана врезался в склон недалеко от торца взлётной полосы, разрушился на три части и сгорел. Из находившихся на его борту 80 человек (75 пассажиров и 5 членов экипажа) выжили 5, 3 из них получили ранения.

## Самолёт
Avro RJ100 (регистрационный номер TC-THG, заводской E3241, серийный 241) был выпущен в 1994 году и первый полёт совершил 4 марта. 23 марта того же года был передан авиакомпании Turkish Airlines, в которой получил имя Konya. Оснащён четырьмя турбовентиляторными двигателями Lycoming LF507-1F. На день катастрофы совершил 16 659 циклов «взлёт-посадка» и налетал 19 289 часов.

## Экипаж и пассажиры
Состав экипажа рейса TK 634 был таким:
- Командир воздушного судна (КВС) — 34-летний Аладдин Юнак (тур. Alaaddin Yunak). Опытный пилот, проходил службу в ВВС Турции. В авиакомпании Turkish Airlines проработал 7 лет (с 11 декабря 1995 года). Управлял самолётом Boeing 737. В должности командира Avro RJ100 — с 10 сентября 2002 года (до этого управлял им в качестве второго пилота). Налетал 6309 часов, 473 из них на Avro RJ100 (401 из них в качестве КВС).
- Второй пилот — 33-летний Исмаил Алтуг Улусу (тур. Ismail Altuğ Ulusu). Опытный пилот, проработал в авиакомпании Turkish Airlines 4 года и 3 месяца (с 5 октября 1998 года). В должности второго пилота Avro RJ100 — со 2 ноября 1999 года. Налетал 2052 часа, 1802 из них на Avro RJ100.

В салоне самолёта работали трое бортпроводников.
| Гражданство    | Пассажиры | Экипаж | Всего |
| -------------- | --------- | ------ | ----- |
| Турция         | 67        | 5      | 72    |
| Великобритания | 4         | 0      | 4     |
| США            | 1         | 0      | 1     |
| Не указано     | 3         | 0      | 3     |
| Всего          | 75        | 5      | 80    |

## Расследование
Расследование причин катастрофы рейса TK 634 проводил Генеральный директорат гражданской авиации (DGCA).
Окончательный отчёт расследования был опубликован 1 апреля 2005 года.